# Masakra w areszcie w Szczercu
Masakra w areszcie w Szczercu – mord na więźniach przetrzymywanych w areszcie w Szczercu dokonany przez funkcjonariuszy NKWD w ostatnich dniach czerwca 1941 roku. Ofiarą zbrodni padło około 30 Ukraińców i Polaków. Była to jedna z wielu tzw. masakr więziennych, dokonanych przez NKWD po rozpoczęciu niemieckiej inwazji na ZSRR.

## Przebieg wydarzeń
22 czerwca 1941 roku nazistowskie Niemcy dokonały inwazji na Związek Radziecki. Pierwsze tygodnie wojny miały bardzo pomyślny przebieg dla strony niemieckiej. Dywizjom Wehrmachtu udało się bowiem rozbić wojska nadgranicznych okręgów wojskowych ZSRR, a następnie wedrzeć się w głąb sowieckiego terytorium. Wobec szybkich postępów niemieckiej ofensywy NKWD przystąpiło do likwidacji więźniów politycznych przetrzymywanych w strefie działań wojennych. Latem 1941 roku w więzieniach i aresztach na okupowanych Kresach Wschodnich II Rzeczypospolitej zamordowano od 20 tys. do 30 tys. osób.
Jednym z kresowych miast, w których dokonano masowego mordu na więźniach był Szczerzec. Sowieckie archiwa milczą na temat liczby osób przetrzymywanych w tamtejszym areszcie, a także ich losów po rozpoczęciu niemieckiej inwazji. Według relacji świadków, z rąk enkawudzistów zginęło około 30 więźniów (Ukraińców i Polaków). Egzekucja miała miejsce poza terenem aresztu.
Po wkroczeniu wojsk niemieckich do Szczerca mieszkańcy podjęli poszukiwania więźniów. Jerzy Węgierski podaje, że Niemcy z poduszczenia miejscowych Ukraińców schwytali pewną liczbę Żydów, po czym dali im ultimatum, aby w ciągu godziny odszukali zaginionych. Niedługo później w stodole miejscowego probostwa zaobserwowano krew wypływającą spod ziemi. Okazało się, że w miejscu tym spoczywały płytko zakopane zwłoki więźniów. Nosić miały one ślady bestialskich tortur (obcięte nosy i uszy, powykręcane stopy).

## Epilog
Zamordowanych więźniów uroczyście pochowano w zbiorowej mogile wykopanej nieopodal cerkwi.
Podobnie jak miało to miejsce w przypadku wielu innych masakr więziennych, winą za zbrodnie NKWD obarczono ludność żydowską, którą zgodnie ze stereotypem „żydokomuny” utożsamiano w całości z systemem sowieckim i stosowaną przezeń polityką terroru. Niemcy – według Bogdana Musiała być może za namową miejscowych Ukraińców – zmusili grupę Żydów, aby własnymi rękoma rozkopali znajdujący się w stodole grób, a następnie wydobyli i obmyli zwłoki więźniów. W mieście doszło również do antysemickich zamieszek.